# Wirtschaft Vietnams

## Wirtschaftsgeschichte

### 1976 bis 1986: Zentralverwaltungswirtschaft
Nach der Wiedervereinigung Vietnams stand die Wirtschaft des Landes vor dem Problem, in zwei Hälften geteilt zu sein, die nach komplett verschiedenen Mustern organisiert waren: Im Norden die sozialistisch, planwirtschaftlich organisierte Hälfte, deren Landwirtschaft in Kooperativen betrieben wurde und wo das Land zudem durch die US-Amerikaner zerbombt war. Der Süden hingegen war marktwirtschaftlich organisiert, hatte aber während der vergangenen zwei Jahrzehnte eine Wirtschaft entwickelt, die vollständig vom Zustrom amerikanischen Geldes abhing, das bedingt durch die Militärpräsenz zufloss.
Der Süden wurde restrukturiert, die Landwirtschaft kollektiviert und die Betriebe wurden verstaatlicht. Im Jahr 1978 trat Vietnam dem Rat für gegenseitige Wirtschaftshilfe bei, während die USA ein Wirtschaftsembargo über Vietnam verhängten, das nicht nur Amerikanern verbot, mit Vietnam zu handeln, sondern auch den IWF, die Weltbank und ähnliche Organisationen daran hinderte, Vietnam Aufbaukredite zu geben.
Das Resultat aus der Unproduktivität der Staatsbetriebe und der kollektivierten Landwirtschaft, den Handelshindernissen und den massiven Umweltschäden aus dem Vietnamkrieg war schreckliche Armut. Repressionen der kommunistischen Führung gegen die früheren Feinde, Armut und Enteignungen der Privatwirtschaft im Süden veranlassten mehr als eine halbe Million Vietnamesen dazu, als Boat people unter Lebensgefahr das Land zu verlassen. Die Anzahl Überlebender wird nur auf zwischen 20 und 40 % geschätzt. In den späten 1970er Jahren experimentierte Vietnam mit Mischformen aus Plan- und Marktwirtschaft, die jedoch zu keinem Erfolg führten. In den frühen 1980er Jahren kam es deshalb zu mehreren Hungersnöten und zu Hyperinflation. Das einzige, was Vietnam halbwegs am Leben hielt, war Wirtschaftshilfe der RGW-Staaten, die sich auf geschätzte drei Milliarden Dollar jährlich belief.

### Ab 1986: Đổi mới

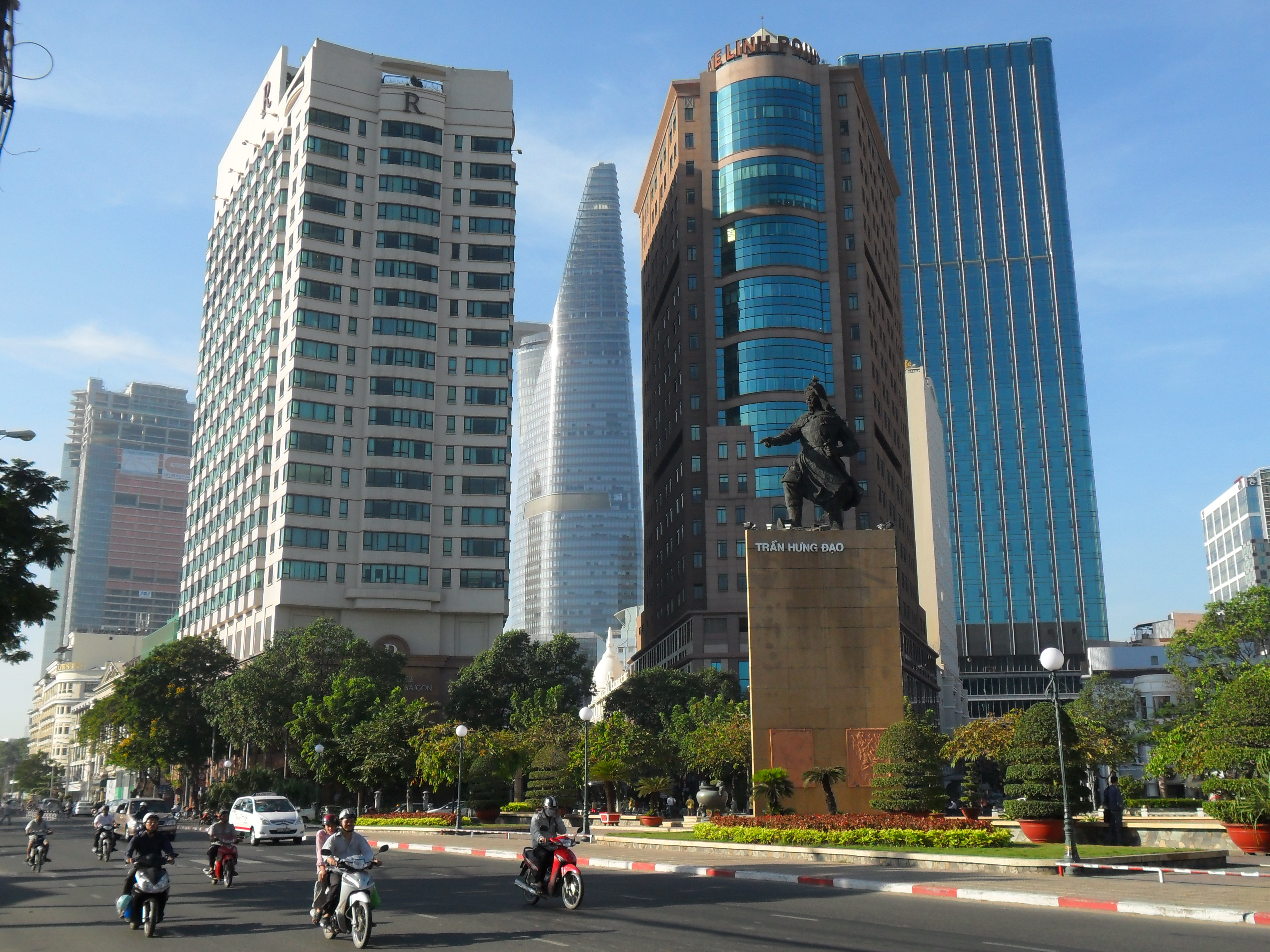
Blick über Ho-Chi-Minh-Stadt: sie ist der wirtschaftliche Wachstumsmotor Vietnams seit Đổi mới

Im Jahr 1986 starb Lê Duẩn und machte Platz für eine jüngere, reformorientierte Generation. Unter Nguyen Van Linh wurde nach dem sechsten Parteikongress Đổi mới (Wirtschaftserneuerung) eingeführt, was bedeutete, dass die zentrale Planung aufgegeben, die Kollektivierung schrittweise abgeschafft und marktwirtschaftliche Reformen eingeführt wurden. Ausländischen Firmen wurde erlaubt, in Vietnam zu investieren. Die Reformen waren in vielen Punkten an denen der Volksrepublik China orientiert. Als Vietnam am Beginn der 1990er Jahre aus der internationalen Isolation fand und die US-Amerikaner 1993 ihr Wirtschaftsembargo aufhoben, flossen so viele ausländische Investitionen und Finanzhilfe in das Land, dass das Wirtschaftswachstum zeitweise 10 % pro Jahr überstieg. Viele ausländische Firmen wie z. B. Motorola oder Triumph International siedelten sich in Vietnam an.
Ein beträchtlicher Teil der Wirtschaftsleistung wird durch finanzielle Unterstützung, Waren und Investitionen von Auslandsvietnamesen (vor allem aus den USA) erbracht; für das Jahr 2000 wurde dieser Betrag auf eine Milliarde US-Dollar geschätzt.
Nach wie vor gehört Vietnam zu den ärmsten Ländern Asiens, wenngleich eine deutliche Verbesserung durchzugreifen beginnt. Die Einkommensunterschiede zwischen städtischen und ländlichen Gebieten sind nach wie vor groß, so dass Durchschnittszahlen wenig aussagekräftig sind.
Das um Kaufkraftunterschiede bereinigte BIP pro Person lag 1999 noch bei 410 US$ (Stadt 640, Land 180), 2003 schon bei etwa 220 Euro/Monat, was rund 6 Euro/Tag entspricht. Immer noch etwa 17 % der Bevölkerung verdienten 2003 weniger als einen US$ pro Tag.
Im Jahr 2007 trat Vietnam als 150. Mitglied der Welthandelsorganisation bei. Vietnam gilt als Land mit überdurchschnittlichen Wachstumschancen. Gemäß einer im Dezember 2005 vom Goldman-Sachs-Chefvolkswirt Jim O’Neill veröffentlichten Liste gehört das Land zur sogenannten „Next Eleven“ (N-11), also bevölkerungsreiche Länder, die prospektiv einen starken, wirtschaftlichen Aufschwung erleben könnten.
Die Weltbank stuft Vietnam seit Beginn 2011 als Schwellenland ein.

## Struktur

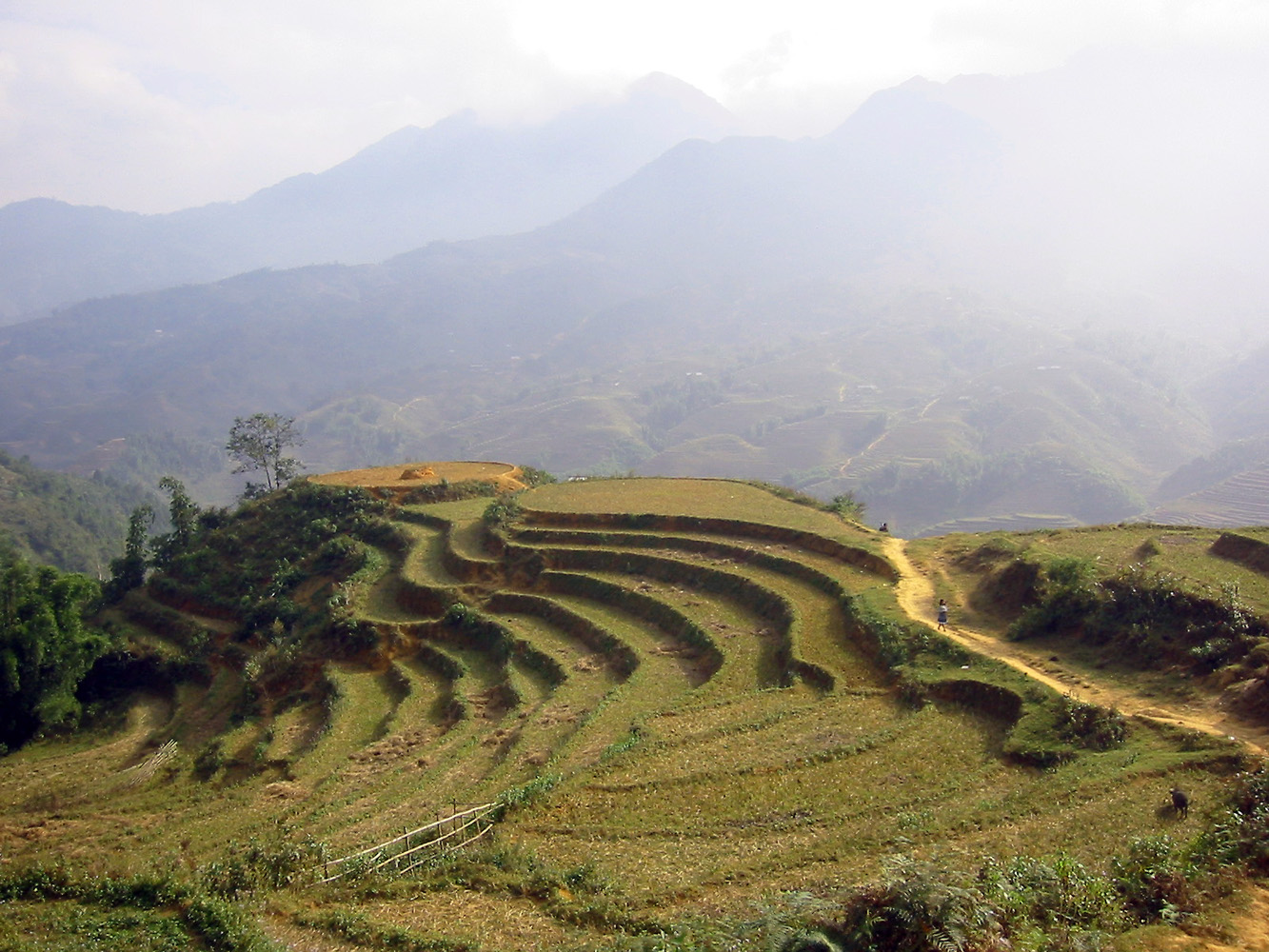
Terrassenfeldbau in Nordvietnam

Vor der Einführung von Đổi mới waren private Unternehmen, abhängig vom Wirtschaftssektor, entweder verboten oder vernachlässigbar. Im Jahr 2005 betrug der Anteil des privaten Sektors am BIP 46 %, wobei der Anteil in der Landwirtschaft besonders hoch ist und der Anteil an der Industrieproduktion etwa ein Drittel ausmacht. Ausländische Direktinvestitionen machen weitere 16 % aus.
Die Asienkrise 1998 hat auch Vietnam getroffen und das Wirtschaftswachstum (2001: etwa 5 %) sowie das Interesse ausländischer Investoren haben nachgelassen.
Die Regierung muss eine Reihe von Reformen umsetzen, um der Wirtschaft weiterhin ein starkes Wachstum zu ermöglichen. Dies beinhaltet vor allem eine Reform des Rechtssystems, denn rechtliche Unsicherheit schreckt viele potentielle Investoren ab. Ebenso ist die Frage von Eigentum an Grund und Boden nicht restlos geklärt und die Unmöglichkeit, landwirtschaftliche Flächen in Industrieflächen umzuwandeln, hat dazu geführt, dass die Preise für Industrieland jene in Japan zeitweise überstiegen.
Die staatlichen Unternehmen stellen für die vietnamesische Wirtschaft ein Problem dar: sie sind meist unrentabel, international nicht konkurrenzfähig und haben eine hohe Menge an Krediten, die sie wahrscheinlich nicht zurückzahlen werden können und damit das ganze Bankensystem belasten. Eine Anzahl von Staatsbetrieben wurde bereits mit anderen Staatsbetrieben fusioniert, andere geschlossen. Der Prozess läuft aber wegen der sozialen Auswirkungen (Arbeitslosigkeit) recht schleppend.
Die Wirtschaft ist durch einen starken Unterschied zwischen dem Norden und dem Süden geprägt, wobei die Wirtschaft im Süden bedeutend dynamischer ist als im Norden. Dies wird meist damit begründet, dass die strategische Lage des Südens besser ist und dass dort Đổi mới – aufgrund der kürzer zurückliegenden Erfahrung mit den Marktmechanismen – schneller gegriffen hat als im Norden.
Die Auslandsverschuldung ist mit etwa 40 % des BIP (2001) relativ niedrig. Dies liegt vor allem daran, dass Vietnam bis 1993 fast keine Kredite aus dem westlichen Ausland bekommen konnte.
Die Inflation, die in den 1980er Jahren ein großes Problem darstellte, ist mittlerweile unter Kontrolle. Als Erinnerung an die Inflation bleiben astronomisch wirkende Preise mit vielen Nullen. Es gibt nur Scheine von 500–500.000 Đồng Nennbetrag. 2004 war ein Euro etwa 20.000 Đồng wert, so dass es normal ist, dass man es bei großen Beträgen mit Bündeln, in Geschäften und Banken bei der Abrechnung auch mit Säcken von Papiergeld zu tun hat.
Insgesamt hat sich die vietnamesische Wirtschaft als recht stabil erwiesen. Weder SARS noch die Vogelgrippe haben die Entwicklung stark beeinträchtigt. Selbst während der Asienkrise, die viele südostasiatischen Länder in eine Rezession stürzte, fiel das Wachstum in Vietnam nie unter 4,8 %.
Im Jahr 2006 konnte Vietnam ein starkes Wirtschaftswachstum von 8,2 % vorweisen und der Beitritt 2007 in die Welthandelsorganisation (WTO) ebnete den Weg für eine zukünftig starke Konjunktur.

## Außenhandel
Der Außenhandel wächst sehr schnell. Im Jahre 2003 betrugen die gesamten Importe etwa 22,5 (1996: 10,03) Milliarden Dollar und die Exporte etwa 19,88 (1996: 7,26) Milliarden Dollar. Durch das sozialistische Regierungssystem hat die vietnamesische Volkswirtschaft einen Offenheitsgrad erreicht, der etwa dem Thailands entspricht.
Vietnam ist ein Ölexporteur. Etwa 10 % seiner Exporte sind Rohöl. Zu den zweitwichtigsten Exportprodukten zählen Güter der Leichtindustrie, wie etwa Textilien oder Schuhe. Unter den landwirtschaftlichen Produkten sind Reis und Kaffee die wichtigsten. Vietnam ist nach Brasilien weltweit der zweitgrößte Kaffeeexporteur. Am bekanntesten ist die Firma Trung Nguyên. Vietnam ist – nachdem es vor Đổi mới Hungersnöte gegeben hatte – der weltweit zweitgrößte Reisexporteur. Die Handelspartner sind traditionell die asiatischen Staaten, wobei Japan und Singapur die wichtigsten Zielländer der Exporte sind. Vietnam gewinnt aber auch in den Überseemärkten (Europa, USA) Anteile und macht hier zunehmend anderen asiatischen Ländern Konkurrenz. Das jährliche Exportwachstum ist nach wie vor zweistellig, obwohl es schon auf die Hälfte der Werte aus den 1990er Jahren zurückgegangen ist.
Die Importe wachsen etwa gleich schnell wie die Exporte. Importiert werden vor allem Treibstoffe, Maschinen, Fahrzeuge und Rohstoffe für die Leichtindustrie. Jene Märkte, in denen unrentable Staatsbetriebe dominieren, werden durch hohe Zölle geschützt. Hauptlieferanten sind Japan, Taiwan, Südkorea und die USA.
Mit dem Handelsvolumen mit den USA wächst auch das Konfliktpotential. In den letzten Jahren kam es mehrfach zu Meinungsverschiedenheiten und protektionistischen Maßnahmen von Seiten Amerikas, zum Beispiel, um die Importe von Welsen, Krabben und Textilien zu begrenzen. Aber die Vielfältigkeit der vietnamesischen Exporte macht es vergleichsweise wenig verwundbar für Schwankungen in einzelnen Produktkategorien.

## Fusionen & Akquisitionen
Sowohl das Interesse bei ausländischen Unternehmen – vor allem aus Japan, Korea und Thailand – Zugang zu Vietnams Markt zu bekommen oder die Expansion schneller voranzutreiben, als auch Zusammenschlüsse von vietnamesischen Unternehmen haben zu einem Wachstum der Mergers & Acquisitions geführt. Vom Januar 1999 bis zum November 2016 sind vietnamesische Unternehmen in 3,649 Transaktionen im Wert von USD 30 Milliarden involviert gewesen. Das seit 2006 dort tätige Institute for Mergers, Acquisitions and Alliances und der M&A Vietnam Experte Christopher Kummer hält für das Gesamtjahr 2016 einen neuen Rekord für möglich, was einer Anzahl von über 500 Deals im Wert von knapp USD 6 Milliarden entspricht. Zu den größten Transaktionen seit 2015 zählen:
- Akquisition der Big C Supermärkte durch die Central Group of Cos aus Thailand für 1,135 Mrd. USD
- Erwerb einer 25%igen Beteiligung an Massan Consumer Corporation durch Singha Asia Holding aus Singapur für 1,1 Mrd. USD[17]
- der Verkauf der Aktivitäten der Metro Group in Vietnam an die TCC Land International aus Singapur für 705 mil. USD[18]
- der Beteiligung in Höhe von 8,8 % an Vietnam Airlines durch ANA Holdings aus Japan für 109 Mio. USD[19]

## Tourismus

Strandabschnitt

In Europa wird Vietnam eher mit Vietnamkrieg, Kommunismus und Armut assoziiert und zählt deshalb nicht zu den klassischen Urlaubsländern. Bis vor wenigen Jahren wurde Vietnam deshalb fast ausschließlich von Leuten besucht, die sich für die Kultur interessieren, Abenteuer erleben wollten oder mit dem Land nach dem Vietnamkrieg in der einen oder anderen Art emotional verbunden waren.
Seit etwa 1999 erlebt Vietnam jedoch einen Boom im Tourismus. Neben Studienreisenden kommen auch immer mehr Rucksack-, Pauschal- und Badetouristen, Letztere vor allem aus anderen asiatischen Ländern. Dies beruht zum Teil auf einem „Ausweich-Effekt“, der mit der anhaltenden Gewalt und den Terroranschlägen auf den Philippinen und in Indonesien begründet ist, wohingegen Vietnam das Image eines friedlichen Landes mit niedriger Kriminalität hat.
Kreuzfahrtschiffe fahren auch einige vietnamesische Häfen an bzw. ankern vor der Küste und bieten Tagesausflüge nach Ho-Chi-Minh-Stadt, Nha Trang, Da Nang oder Huế an.
In den letzten Jahren wurden in einigen Fischerdörfern eilig einige internationale Hotels und Resorts hochgezogen, Restaurants für Ausländer wurden eröffnet und der Aufbau einer touristischen Infrastruktur in Angriff genommen. Mehrere hunderttausend Menschen sind bereits im Tourismus beschäftigt.

## Börse
Die Börse Vietnam ist noch relativ jung und unterentwickelt. Ein Direktinvestment in vietnamesische Aktien ist nur sehr eingeschränkt möglich. Fonds auf vietnamesische Aktien sind in Deutschland nicht zugelassen, daher für Anteilinhaber steuerschädlich. Mittlerweile besteht jedoch die Möglichkeit, über Börsengehandelte Fonds (ETF) am vietnamesischen Aktienmarkt zu investieren.
Der Aktienmarkt Vietnam wird durch zwei Wertpapierbörsen – die Ho Chi Minh Stock Exchange und die Hanoi Stock Exchange – und deren Indizes abgebildet:
- VN Index – Ho Chi Minh Stock Index: Der Index beinhaltet 53 Einzeltitel. Das Bloomberg-Kürzel lautet „VNINDEX“ <Index>.[20]
- Vietnam Stock Index: Der Index wird seit dem 28. Juli 2000 berechnet. Das Bloomberg-Kürzel lautet „VNIN“ <Index>.

## Verschiedenes
BIP und Wirtschaftssektoren
- nach Kaufkraftparitäten: 643,9 Milliarden US$ (2017)
- pro Kopf (nach Kaufkraftparitäten): 6.900 US$
- Wachstum: 6,3 % (2017)
- Sektoren:
  - Landwirtschaft: 15,9 % (Beschäftigte: 48 % d. Gesamtbevölkerung 2012)
  - Industrie: 32,7 %
  - Dienstleistung: 41,3 % (2017)

Bevölkerung
- Index der menschlichen Entwicklung: 0,704 (2014, 116. Platz)[21]
- unter der Armutsgrenze: 11,3 % (2012 geschätzt)
- Haushaltseinkommen oder Konsum:
  - ärmste 10 %: 3,2 %
  - reichste 10 %: 30,2 % (2014)
- Erwerbspersonen: 56,46 Millionen (2017 geschätzt)
- nach Sektoren:
  - Landwirtschaft: 48 %
  - Industrie und Dienstleistung: 52 % (2012 geschätzt)
- Erwerbsquote Frauen: 48,8 % (2001)
- Arbeitslosigkeit: 2,3 % (2017 geschätzt)

Haushalt
- Einnahmen: 49,410  Milliarden US$
- Ausgaben: 61,140 Milliarden US$ (2017 geschätzt)
- Gesundheitsausgaben (in Prozent des BIP): 5,2 (2000)
- Verteidigungsausgaben (in Prozent des BIP): 2,6 (1994)

Industrie
Produkte sortiert nach Wert des Exports (Stand 2015):
- Elektronik und Smartphones[23]
- Textilien
- Schuhe
- Metalle, z. B. Stahl (2019: 20,1 Mio. Tonnen[24])
- Kunststoffe und Gummi

Weitere Produkte: Lebensmittelverarbeitung, Maschinen, Zement, chemische Dünger, Glas, Öl (2005: 18.500.000 t), Anthrazitkohle (> 40 Mt/Jahr), Eisenerz (>5 Mt/Jahr), Papier
- Wachstum: 16 % (2003 geschätzt)

Landwirtschaft
Produkte sortiert nach Wert des Exports (Stand 2015):
- Krebstiere (unverarbeitet und verarbeitet)
- Kaffee (2012: 1.290.000 t[28])
- Reis
- Nüsse, insbesondere Cashew (2007: 300.000 t)
- Fisch (2006: 3.400.000 t)
- Pfeffer (2007: 100.000 t)
- Kautschuk (2007: 550.000 t)

Weitere Produkte: Getreide, Kartoffeln, Sojabohnen, Geflügel, Schweine, Tee (2007: 700.000 t), Bananen
Strom
- Verbrauch: 25,9 TWh (2001)
- Produktion: 30,6 TWh (2001)
- davon:
  - Wasserkraft: 59,5 %
  - Kohle: 10,5 %
  - Öl: 3,7 %
  - Gasturbinen (Erdgas + Öl): 19,1 %
  - sonstige: 7,2 %

Außenhandel
- Import: 173,3 Milliarden US$ (2016)
- Die wichtigsten Importgüter sind: Maschinen und Anlagen (28,1 Mrd. USD), Elektronikartikel und Teile (27,8 Mrd. USD), Stoffe (10,5 Mrd. USD) sowie Eisen und Stahl (8 Mrd. USD).[29]
- Export: 175,9 Milliarden US$ (2016)
- Die wichtigsten Exportgüter (2016) sind Mobiltelefone und Ersatzteile (34,5 Mrd. USD), Textilien und Bekleidung (23,6 Mrd. USD), Schuhe (12,9 Mrd. USD), Computer und Teile (18,5 Mrd. USD) sowie Maschinen und Ersatzteile (10,5 Mrd. USD).[30]

Währung
- 1 neuer đồng (VND)
- Inflationsrate: 4,4 % (2017)
- Wechselkurse: 1 Euro = 24.569 VND; 100.000 VND = 4,07 Euro (31. Oktober 2015)